# Франсуа, Герман фон
Герман Карл Бруно фон Франсуа (нем. Hermann Karl Bruno von François; 31 января 1856, Люксембург — 15 мая 1933, Лихтерфельде) — германский генерал от инфантерии.

## Биография
Родился в семье генерала Бруно фон Франсуа, погибшего во время франко-прусской войны. Брат Курта фон Франсуа, военного и политического деятеля, географа, картографа, губернатора Германской Юго-Западной Африки.
Поступил на военную службу в 1875 году. В 1884—1887 годах учился в Прусской военной академии в Берлине. В 1899 году начальник штаба IV армейского корпуса (Магдебург). В 1905—1908 годах командир гвардейского полка. С 1911 года командовал 13-й дивизией (Мюнстер). Генерал-лейтенант. С 1913 года — командир I армейского корпуса, расквартированного в Кёнигсберге.
С началом Первой мировой войны, во время Восточно-Прусской операции, корпус Франсуа в составе 8-й армии генерала Притвица первым вступил в бой с русской армией, нарушив тем самым категорический приказ командующего избегать столкновений с неприятелем. Был разбит русскими войсками 1 армии генерала П. К. Ренненкампфа при Шталлупёнене (4/17 августа) и Гумбиннене (7/20 августа).
Военный историк Н. Н. Головин дал следующую оценку действиям (Битва при Танненберге) генерала фон Франсуа и германского штаба 8 армии. Он писал, что под впечатлением доблестных действий 14/27 августа 1914 года частей XV-го русского корпуса и 2-й пехотной дивизии XXIII русского корпуса (Битва у Ваплиц) «штаб 8-й армии нервничал и строил себе страшные картины». Однако германские командиры корпусов лучше представляли обстановку, чем Людендорф. Генерал Франсуа — командир 1-го немецкого корпуса отлично понимал, что для блокирования центральных корпусов 2-й русской армии операционная линия 1-го немецкого корпуса должна идти не на Лана, а на Нейденбург. С целью реализации замысла, утром 15/28 августа он "направляет освободившуюся к этому времени у Сольдау 1-ю дивизию, подчинив ей отряд Шметау, прямо на Нейденбург. Оставляет 2-ю пехотную дивизию на направлении к Лана, которая в районе Ронтцкен ведет бой против одного русского Лейб-гвардии Кексгольмского полка. Вечером 15/28 августа Нейденбург был занят немцами.
С 8 октября — командующий 8-й армией назначен вместо Рихарда фон Шуберта, но уже 7 ноября 1914 года был снят с поста командующего за невыполнение приказов верховного командования. 24 декабря 1914 года назначен командиром XXXXI резервного корпуса, которым командовал и во время боёв при Горлице-Тарнове в Галиции (май 1915).
14 мая 1915 года награждён орденом Pour le Merite, a 27 июля 1917 года получил к нему дубовые ветви (за отличия в боях во время Верденской операции).
С 29 июня 1915 года командир VII армейского корпуса. 6 июля 1918 года сдал командование корпусом и был зачислен в резерв. 11 ноября 1918 года вышел в отставку.
Автор нескольких военно-исторических книг, в т. ч. посвященных начальному периоду Первой мировой войны. Умер в 1933 году.